# Badanie cytologiczne
Badanie cytologiczne, czyli tzw. rozmaz szyjkowy (określenia potoczne cytologia, „test Pap”, wymaz) – technika diagnostyczna w ginekologii, polegająca na pobraniu rozmazów z pochwowej części szyjki macicy. Badanie to pozwala na wykrycie wczesnej postaci raka szyjki macicy w stadium przedklinicznym, czyli bezobjawowym. Badanie zostało niezależnie wynalezione w latach dwudziestych XX wieku przez Jeorjosa Papanikolaua oraz Aurela Babeșa i nazwane na cześć Papanikolaua „test Pap” („metoda Babeș-Papanicolaou” w Rumunii).

## Częstość wykonywania badania
Badanie powinno być wykonywane u każdej współżyjącej kobiety raz w roku przez pierwsze 4 lata, a następnie nie rzadziej niż co 3 lata. U kobiet powyżej 25 roku życia zaleca się regularne badanie co 2-3 lata. Pozwala to na wykrycie choroby w stadium przednowotworowym lub wczesnego rozwoju, co może zapewnić pełne wyleczenie.
U kobiet z czynnikami wysokiego ryzyka wystąpienia raka szyjki macicy (np.: w przypadku obniżonej odporności immunologicznej lub infekcji wirusowych spowodowanych przez wirusy HPV o wysokiej onkogenności) badania należy powtarzać częściej.

## Etapy badania
1. Pobranie we wziernikach materiału z pochwowej części szyjki macicy (kobieta nie może krwawić w tym czasie)
2. Utrwalenie preparatu w warunkach laboratoryjnych
3. Ocena mikroskopowa preparatu przez cytologa

## Interpretacja
Ocena stanu zdrowia pacjentki dokonywana jest na podstawie obecności w rozmazie komórek nienabłonkowych (erytrocytów, limfocytów, komórek zapalnych, martwiczych oraz resztek cytoplazmy) – tzw. tła rozmazów.
Aktualnie w interpretacji badania powinno się stosować klasyfikację według systemu Bethesda, aczkolwiek z powodu rozpowszechnienia i prostej struktury system Papanicolaou nie wyszedł z użycia. Prawidłowy wynik badania cytologicznego powinien zawierać wyniki badania w obu tych systemach. Należy jednak pamiętać, że jest to badanie przesiewowe umożliwiające określenie ryzyka wystąpienia raka szyjki macicy, dlatego nie należy interpretować go jako pewnego rozpoznania o nowotworze.